# Ghost (EP)
Ghost es el segundo EP de la cantante estadounidense Sky Ferreira, publicado el 16 de octubre de 2012 por Capitol Records. Ghost fue publicado un año antes del álbum Night Time, My Time, cuyo lanzamiento se vio marcado por demoras y problemas con la discográfica.

## Lista de canciones
1. «Sad Dream»
2. «Lost in My Bedroom»
3. «Ghost»
4. «Red Lips»
5. «Everything Is Embarrassing»

## Listas de éxitos
| Lista (2012–13)                          | Posición |
| ---------------------------------------- | -------- |
| EE. UU. Álbumes alternativos (Billboard) | 71       |
| EE.UU. Top Heatseekers (Billboard)       | 8        |